# Patrulha Salvadora
Patrulha Salvadora é uma série de televisão brasileira produzida pelo SBT, cuja exibição original ocorreu entre 11 de janeiro de 2014 e 24 de janeiro de 2015. Escrita por Íris Abravanel com a colaboração de Carlos Marques, Fany Higuera, Grace Iwashita, Gustavo Braga e Marcela Arantes, e a supervisão de texto de Rita Valente com direção-geral de Reynaldo Boury, foi um spin-off da telenovela brasileira Carrossel, de mesma autoria que, por sua vez, foi baseada na obra de Valentín Pimstein, Carrusel, refilmagem de Jacinta Pichimahuida, la Maestra que no se Olvida, criada por Abel Santa Cruz.
A série contou com parte do elenco infantil da telenovela, entre eles Jean Paulo Campos, Larissa Manoela, Thomaz Costa, Maisa Silva, Guilherme Seta, Nicholas Torres, Fernanda Concon, Leo Belmonte e Stefany Vaz.
Após seu fim, a série foi reapresentada do dia 31 de janeiro a 28 de fevereiro de 2015, com 5 episódios selecionados aleatoriamente pelo SBT. A série foi reprisada de 30 de março a 25 de abril de 2015 de segunda à sábado, sendo exibidos apenas 24 episódios em razão da baixa audiência. Foi exibida aos sábados entre os dias 1.° de agosto de 2020 às 7h15 da manhã, substituindo Clube do Chaves, até o dia 29 de agosto de 2020 sendo substituído pela extensão do Sábado Animado.
Foi reexibida pela terceira vez, agora dentro da faixa Quem Não Viu, Vai Ver, de 9 de abril a 20 de agosto de 2022, em 20 episódios, substituindo Big Bang: A Teoria e sendo substituída por Os Garotinhos.
A série conta uma história diferente sem quaisquer ligação com a novela original, tanto que os fatos ocorridos em Patrulha Salvadora não se coincidem com a novela Carrossel, fazendo assim Patrulha Salvadora não ser canônico.
Em Portugal, a série foi transmitido pelo Biggs em 18 de janeiro até 17 de fevereiro de 2015, sendo exibido os primeiros 28 episódios. Os episódios restantes, 29-38, foram transmitidas pela SIC, em 18 de fevereiro até 19 de novembro de 2015. Os episódios 39-46 foram exibidas pela TVI em 20 de novembro de 2015 até 7 de janeiro de 2016. Os episódios 47-49 foram exibidos pelo canal pago da FOX, o FOX Channel Kids, de 8 de janeiro a 10 de janeiro de 2016, e os últimos 3 episódios foram transmitidos no canal Nat Geo Kids em 11 de janeiro a 13 de janeiro de 2016.[carece de fontes?]

## Antecedentes
Em 1989, Valentín Pimstein escreveu Carrusel, refilmagem da trama argentina escrita por Abel Santa Cruz em 1966, Jacinta Pichimahuida, la Maestra que no se Olvida, baseada de uma tirinha. O romance mexicano, protagonizado por Gabriela Rivero, produzido pela Televisa e exibido pelo El Canal de las Estrellas, ganhou um grande êxito e foi exportada para outros países. Mais tarde, surgiram outras versões da obra: Carrusel de las Américas (1992) e ¡Vivan los niños! (2002). Após o SBT exibir Carrusel entre 20 de maio de 1991 e 21 de abril de 1992, um novo remake da mesma história começou a ser produzido pela mesma emissora anos depois. Carrossel foi exibida originalmente de 21 de maio de 2012 a 26 de julho de 2013, obtendo um enorme sucesso, oscilando uma média de 12,3 pontos no Ibope e lucro de 100 milhões de reais com produtos licenciados.
Após o anúncio da produção de um desenho animado, foi comunicado o início do projeto de uma série cujos personagens da telenovela teriam superpoderes. Patrulha Salvadora seria, então, a primeira série produzida pelo SBT após sete anos, quando foi lançado Meu Cunhado com Ronald Golias.

## Produção
Consoante comentário de diretores da emissora, a série é inspirada no desenho animado de suspense Scooby-Doo, da empresa estadunidense Hanna-Barbera, com crianças aventureiras, um cachorro e crimes misteriosos e "a ideia é manter o perfil dos personagens [com] poderes, que podem ser até imaginários, mas que não deixam de ser dons naturais deles." Cada episódio tem um custo de R$250 mil.

### Cenário e caracterização
| “ | A essência dos personagens não mudou, eles continuam com as mesmas personalidades, características e valores de Carrossel. Porém, foi adicionado a cada um deles dons e talentos especiais. Nossas fontes de inspiração foram as histórias em quadrinhos que enriquecem o enredo com ideias e aventuras [...] ganhou cenários novos e tem uma proposta mais cinematográfica. Em termos de história, por se tratar de uma série, o ritmo fica mais ágil. Os conflitos, quase sempre, são resolvidos no mesmo episódio. | ” |

O cenário de maior parte da série é o quartel-general que serve como uma sala de reuniões para as crianças. Nele, há o computador Júpiter, que monitora a cidade. O vestuário das personagens é semelhante ao da telenovela, sendo que cada um utiliza uma peça relacionada ao uniforme, com tons amarelo e verde. Ainda, o logotipo do grupo é colocado na camisa e acessórios são adicionados conforme a necessidade.

### Divulgação
A primeira divulgação de Patrulha Salvadora foi feita no palco do Teleton 2013 em 26 de outubro de 2013, onde três integrantes do elenco da série apresentaram uma pequena prévia da obra. As primeiras prévias começaram a ser veiculadas em 26 de novembro de 2013, com duração aproximada de um minuto. Os teasers mostram a personagem Valéria (Maisa Silva) apresentando o jornal fictício Plantão JK, onde mostra super-heróis salvando a vida de algumas pessoas. O elenco completo dividiu o palco do programa Domingo Legal com o elenco de Chiquititas em 1 de dezembro de 2013.

## Enredo
Os integrantes da Patrulha Salvadora ajudam crianças e animais que precisam de um auxílio, porém desejam amparar situações mais perigosas. Dessa forma, são concebidos com superpoderes necessários para desvendar os crimes na cidade de Kauzópolis. Os planos do grupo são contestados e criticados pela delegada Olívia (Noemi Gerbelli), Matilde (Ilana Kaplan) e Jurandir (Carlinhos Aguiar) que trabalham na delegacia do Extratogésimo Sexto Distrito Policial.
Para combater os vilões que colocam Kauzópolis em risco, a "Patrulha Salvadora" possui nove patrulheiros: Daniel (Thomaz Costa) trabalha com seu "super-QI", Alicia (Fernanda Concon) possui o poder da "velocidade", Mário (Gustavo Daneluz) é um poderoso "encantador de animais", Davi (Guilherme Seta) possui uma excelente "pontaria", Cirilo (Jean Paulo Campos) possui o dom do "coração puro", Maria Joaquina (Larissa Manoela) sempre usa sua "bolsa de utilidades", Jaime (Nicholas Torres) tem o poder da "força", Carmem (Stefany Vaz) é dotada de uma poderosa "visão" e Rabito é o supercão.

### 1ª temporada
A Patrulha Salvadora nesta temporada tenta descobrir o verdadeiro culpado pelo sequestro de crianças. O responsável arma diversos planos para prejudicar a Patrulha, e manchar a reputação da mesma. Enquanto isso, os patrulheiros resolvem outros casos. Por fim, foi revelado que Jorge (Leo Belmonte) é o grande vilão por trás dos sequestros. Ele fingia estar ajudando a Patrulha para que ninguém o desconfiasse. O garoto pretendia comandar a cidade com o seu exército. No final, eles salvam as crianças sequestradas e conseguem invadir a base de Jorge, porém ele consegue escapar.

### 2ª temporada
A maior missão da Patrulha nessa temporada, além de resgatar as crianças sequestradas, é salvar Maria Joaquina, que foi capturada pelo vilão. Porém os Patrulheiros terão uma difícil tarefa pela frente. Pois Jorge tem o auxílio de Adriano (Konstantino Atan), que é forçado a ajudar nas suas maldades após Chulé ser sequestrado. Os patrulheiros também deverão enfrentar "Os Sete Pecados Generais" que já auxiliaram Jorge e agora trabalham por conta própria para destruir a Patrulha. Além disso, Valéria (Maisa Silva) surge após viajar de férias. Ela chega à Kauzópolis para rever seus amigos, e principalmente, Davi. Mesmo não tendo superpoderes, ela frequenta o QG e ajuda os patrulheiros.

### 3ª temporada
Nesta temporada, os patrulheiros enfrentam um novo super vilão. Trata-se de um renomado mágico da cidade de Kauzópolis, Salazar (Marcos Tumura). O novo vilão conta com a ajuda de uma equipe do mal: um Espelho Conselheiro, Ninjas Mágicos e outros vilões contratados pelo mágico ao longo dos episódios. Salazar também é pai da pequena Luiza (Bianca Paiva).
Outro acontecimento inesperado é a nova paixão de Cirilo, que ficará encantado por Luiza. Essa é a primeira vez que o coração de Cirilo se encanta por uma garota que não seja Maria Joaquina.
Olívia é a diretora de redação, Matilde uma das quatro repórteres e Jurandir é o fotógrafo. Os três integram a equipe de jornalistas da redação do jornal Diário de Kauzópolis.

### 4ª temporada
A quarta temporada conta a história de um faraó do Antigo Egito (Marcos Tumura) que é transportado aos dias atuais para tentar construir um império contemporâneo utilizando seus 10 soldados faraônicos para atacar a cidade de Kauzópolis com as 10 pragas do Velho Testamento. Os patrulheiros tiveram grandes conflitos externos e internos, inclusive com Cirilo, mas todos se reúnem para o embate final.
No último episódio, os heróis estão diante da batalha contra os soldados do grande vilão. Os patrulheiros precisam se ordenar para tentar vencer o difícil combate. Cirilo, dono do poder do coração puro, reencontra os amigos após um longo período de treinamento com Zafenate Paneia (Renan Ribeiro), que é considerado o salvador do mundo antigo. No fim, Valéria recebe o poder de dar um grito muito alto, a ponto de jogar longe seus inimigos.

## Elenco
Thomaz Costa interpreta Daniel, o líder intelectual e fundador do grupo, que é integrado por super-heróis: Cirilo (Jean Paulo Campos), com o poder da bondade; Alícia (Fernanda Concon), com a capacidade da velocidade rápida; Jaime (Nicholas Torres), com uma força anormal; Davi (Guilherme Seta), com uma boa pontaria; Carmen (Stefany Vaz), com o domínio de uma visão incrível; Mário (Gustavo Daneluz), com o domínio do encantamento de animais e Maria Joaquina (Larissa Manoela), com uma bolsa de objetos necessários para desvendar os crimes. Além deles há o Jorge (Leo Belmonte) que nos primeiros episódios tenta entrar para a equipe, mas acaba se tornando vilão no final da primeira temporada.
Olívia (Noemi Gerbelli) é a delegada responsável pelo Extratogésimo Sexto Distrito Policial, na cidade de Kauzópolis. Ela conta com a ajuda da investigadora Matilde (Ilana Kaplan) e do carcereiro e motorista Jurandir (Carlinhos Aguiar). Outros personagens da novela Carrossel que são introduzidos mais adiante na série são Adriano (Konstantino Atan), que é cientista do Jorge e também a Valéria (Maisa Silva), namorada do Davi, que participa da segunda e quarta temporada.
Na terceira temporada, houve participações especiais de dois atores que fizeram parte do elenco da novela Carrossel. Trata-se de Matheus Ueta, que deu vida ao personagem Katomoto, um samurai ninja. A atriz Márcia de Oliveira, interpretou Graça, uma agente secreta infiltrada.
| Intérprete         | Personagem                                             | Temporada       | Temporada       | Temporada       | Temporada       |
| Intérprete         | Personagem                                             | 1               | 2               | 3               | 4               |
| ------------------ | ------------------------------------------------------ | --------------- | --------------- | --------------- | --------------- |
| Jean Paulo Campos  | Cirilo Rivera                                          | Protagonista    | Protagonista    | Protagonista    | Protagonista    |
| Larissa Manoela    | Maria Joaquina Medsen                                  | Protagonista    | Protagonista    | Protagonista    | Protagonista    |
| Thomaz Costa       | Daniel Zapata                                          | Protagonista    | Protagonista    | Protagonista    | Protagonista    |
| Nicholas Torres    | Jaime Palillo                                          | Protagonista    | Protagonista    | Protagonista    | Protagonista    |
| Fernanda Concon    | Alícia Gusman                                          | Protagonista    | Protagonista    | Protagonista    | Protagonista    |
| Gustavo Daneluz    | Mário Ayala                                            | Protagonista    | Protagonista    | Protagonista    | Protagonista    |
| Guilherme Seta     | Davi Rabinovich                                        | Protagonista    | Protagonista    | Protagonista    | Protagonista    |
| Stefany Vaz        | Carmen Carrilho                                        | Protagonista    | Protagonista    | Protagonista    | Protagonista    |
| Noemi Gerbelli     | Delegada/Editora Olívia Veider                         | Co-Protagonista | Co-Protagonista | Co-Protagonista | Co-Protagonista |
| Ilana Kaplan       | Investigadora/Repórter Matilde                         | Co-Protagonista | Co-Protagonista | Co-Protagonista | Co-Protagonista |
| Carlinhos Aguiar   | Carcereiro/Papparaze Jurandir Souza                    | Co-Protagonista | Co-Protagonista | Co-Protagonista | Co-Protagonista |
| Maisa Silva        | Valéria Ferreira                                       | Ausente         | Protagonista    | Ausente         | Protagonista    |
| Leo Belmonte       | Jorge Cavalieri / João Cavalinho / Jorgulho Pompalieri | Antagonista     | Antagonista     | Participação    | Ausente         |
| Giovanni Venturini | Gulosito                                               |                 |                 |                 |                 |

## Exibição
O primeiro episódio de Patrulha Salvadora foi ao ar no dia 11 de janeiro de 2014, na faixa das 20h30min pelo SBT. A série infanto-juvenil era exibida em um total de quatro temporadas aos sábados, com a classificação indicativa de livre para todos os públicos, e o último capítulo foi ao ar no dia 24 de janeiro de 2015, Depois que acabou, a série foi representada do dia 31 de janeiro a 28 de fevereiro de 2015 com 5 episódios.
A série foi reprisada de 30 de março a 25 de abril de 2015 de segunda a sábado, sendo exibidos apenas 24 episódios em razão da baixa audiência. A reprise começou em 30 de março devido aos bons índices de audiência da reprise de Carrossel que começou no dia 16 do mesmo mês às 21h15. Ao contrário da reprise de Carrossel, a reprise de Patrulha Salvadora acabou tendo baixa audiência e foi retirada do ar antes de completar um mês no ar. Durante o período que ela esteve no ar ela ocupou  parte do horário de Chaves sendo substituída também por ele. Em 2016, foi reprisado pela Fox Brasil. Também foi reprisada pelo canal irmão da Fox, o Nat Geo Kids.
Foi reexibida pela segunda vez pelo SBT de 1.° de agosto de 2020 a 29 de agosto de 2020, substituindo Clube do Chaves e sendo substituído por Sábado Animado que teve seu horário antecipado às 7h15 da manhã, uma vez que a emissora paulista ficou impossibilitada de exibir as esquetes do programa mexicano em razão dos impasses entre o Grupo Chespirito e a Televisa.
Foi reexibida pela terceira vez no SBT de 9 de abril a 20 de agosto de 2022, substituindo Big Bang: A Teoria e sendo substituída por Os Garotinhos, dentro da faixa Quem Não Viu, Vai Ver, sendo exibida nas madrugadas de sábado.

### Conteúdo transmídia
Durante a semana de estreia, internautas lançaram a hashtag #2DiasParaPatrulhaSalvadora no Twitter, sendo que permaneceu em primeiro lugar nos assuntos mais comentados da rede.

## Episódios
| Temporada | Temporada | Episódios | Estreia Original      | Encerramento Original |
| --------- | --------- | --------- | --------------------- | --------------------- |
|           | 1         | 13        | 11 de janeiro de 2014 | 5 de abril de 2014    |
|           | 2         | 13        | 12 de abril de 2014   | 5 de julho de 2014    |
|           | 3         | 13        | 12 de julho de 2014   | 4 de outubro de 2014  |
|           | 4         | 13        | 11 de outubro de 2014 | 24 de janeiro de 2015 |

## Música
A música de Patrulha Salvadora corresponde à trilha sonora da série. Para a distribuição, o SBT fechou uma parceria com a Building Records, que também foi a responsável pelos CDs e DVDs de Carrossel e Chiquititas. Há canções interpretadas por Tihuana, Vivendo do Ócio,  Falamansa, Maskavo, Jean Paulo Campos, Cys, Pequeno Cidadão, Nicholas Torres, Stefany Vaz e Roberta Tiepo.

### CD Patrulha Salvadora
| CD             |                       |                                     |                |         |  |
| N.º            | Título                | Música                              | Personagem(ns) | Duração |  |
| 1.             | "Patrulha Salvadora"  | Patrulheiros                        | Crianças       | 02:05   |  |
| 2.             | "Os Super-Heróis"     | Patrulheiros                        | Crianças       | 03:35   |  |
| 3.             | "Muleke Doido"        | Jean Paulo Campos                   | Cirilo         | 03:08   |  |
| 4.             | "Carimbador Maluco"   | Tihuana                             |                | 02:20   |  |
| 5.             | "Cowboy Fora da Lei"  | Nicholas Torres                     | Geral          | 03:33   |  |
| 6.             | "Fico Assim Sem Você" | Roberta Tiepo                       |                | 03:24   |  |
| 7.             | "O Vira"              | Falamansa (participação de Maskavo) |                | 03:02   |  |
| 8.             | "Dig Bom"             | Cyz                                 |                | 03:29   |  |
| 9.             | "Adolescente"         | Nicholas Torres                     |                | 02:25   |  |
| 10.            | "SapoBoi"             | Pequeno Cidadão                     |                | 02:35   |  |
| 11.            | "Patrulheiros"        | Os Patrulheiros                     |                | 01:42   |  |
| 12.            | "Rabito"              | Gustavo Daneluz                     |                | 02:42   |  |
| 13.            | "Amiguinho"           | Stefany Vaz                         |                | 03:00   |  |
| Duração total: | Duração total:        | Duração total:                      | Duração total: | Minutos |  |

Faixa Bônus "O Carimbador Maluco" - Zuuum - 3:37

#### Canções não incluídas
Canções que estiveram presentes na trilha sonora, porém, não foram incluídas no álbum.
*Cabeça Dinossauro - Titãs - 2:14
*Cowboy Fora da Lei -Raul Seixas - 3:38
*O Carimbador Maluco - Vivendo do Ócio - 2:14
*Passinho do Volante - Os Leleks - 3:18

## Lançamento e repercussão

### Audiência
| “ | A gente acredita que se der 7 ou 8 pontos de média estará de ótimo tamanho. Mas é lógico que se der 12, 13 pontos, não ficaremos nem um pouco tristes. Saíram notas irônicas de que a Patrulha irá salvar os sábados do SBT [...] Estamos implantando um novo produto e queremos qualificar [esse dia] da emissora. | ” |

Alvo de grande divulgação nos dias que antecederam sua estreia, o episódio piloto de Patrulha Salvadora, segundo índices do Instituto Brasileiro de Opinião Pública e Estatística, garantiu 7 pontos de média, na Grande São Paulo, dessa forma, conquistou a vice-liderança. Os capítulos seguintes, apesar de conquistarem o segundo lugar, registraram uma queda em relação ao primeiro: 5, 6 e 5, respectivamente.

### Lançamento e repercussão
Segundo o jornalista e crítico de televisão Maurício Stycer, a série de suspense é "menos didática e professoral e mais bem produzida [que Carrossel] [...] faz uso de efeitos digitais e, a julgar pelo primeiro episódio, tem ótimo ritmo." José Armando Vanucci, da Jovem Pan, comentou a estreia: "tem um bom texto, episódio bem resolvido, ritmo garantido pela edição e mostra o amadurecimento do elenco infantil [da telenovela ...] da novela à série, as crianças avançaram muito na arte da interpretação, um bom sinal na dramaturgia do SBT e reforça o caminho adotado pela direção da emissora em focar no infanto-juvenil para, mais tarde, avançar nos folhetins voltados aos adultos."